# وزارة الصحة (إسرائيل)
وزارة الصحة (بالعبرية: מִשְׂרַד הַבְּרִיאוּת)؛ هي إحدى وزارات الحكومة الإسرائيلية، تأسست في عام 1948. الوزارة مسؤولة عن صياغة السياسات الصحية في إسرائيل، وتدير الوزارة على شؤون التخطيط والإشراف والترخيص والتنسيق لخدمات الرعاية الصحية في الدولة.